# Jordan Brower
Jordan Lloyd Brower (Lompoc, 14 ottobre 1981) è un attore statunitense.

## Biografia
L'attore ha esordito nell'attività cinematografica intorno alla metà dagli anni novanta; ha preso parte alla serie televisiva Un angelo poco... custode nel biennio 1997 - 1998, a svariati film e telefilm di fama internazionale.
Nel 1997 Brower ha conseguito una nomination per gli Young Artist Awards.

## Filmografia parziale
- Una squadra di classe (The Big Green) (1995)
- Baywatch, episodio "Tempo di surf" ("Surf's Up") (1995)
- L'ultimo guerriero (Forest Warrior) (1996)
- Kirk, episodio "She Stoops to Conquer" (1996)
- Gioco mortale (Sticks & Stones) (1996)
- Social Studies (1997)
- Un angelo poco... custode (Teen Angel) (1997 - 1998)
- Settimo cielo (7th Heaven), episodio "Serata in famiglia" ("It Takes a Village") (1998)
- Una famiglia del terzo tipo (3rd Rock from the Sun), episodio "The Physics of Being Dick" (1998)
- Un nuovo inizio (Night Ride Home) (1999)
- Speedway Junky (1999)
- Providence, episodio "Good Fellows" (1999)
- Il prezzo del riscatto (Ostaggi eccellenti) (Held for Ransom) (2000)
- Texas Rangers (2001)
- Six Feet Under, episodio "Destini incrociati" ("Crossroads") (2001)
- Shakespeare's Sonnets (2005)
- Relative Strangers - Aiuto! sono arrivati i miei (Relative Strangers) (2006)
- Hallettsville (2009)
- Outrage (2009)
- Killer School Girls from Outer Space (2010)

## Doppiatori italiani
Nelle versioni in italiano delle opere in cui ha recitato, Jordan Browe è stata doppiata da:
- Perla Liberatori in Una squadra di classe